# Озброєння та військова техніка ВМС США
Список озброєння та військової техніки ВМС США — перелік озброєння, військової техніки, зброї, кораблів, суден та спеціального оснащення, що перебуває на озброєнні у Військово-морських силах Сполучених Штатів Америки.

## Зброя
| Назва                                 | Фото             | Тип                                   | Модифікації                                                     | Калібр                 | Походження       | Прим.                                                       |
| Стрілецька зброя                      | Стрілецька зброя | Стрілецька зброя                      | Стрілецька зброя                                                | Стрілецька зброя       | Стрілецька зброя | Стрілецька зброя                                            |
| Пістолети                             | Пістолети        | Пістолети                             | Пістолети                                                       | Пістолети              | Пістолети        | Пістолети                                                   |
| ------------------------------------- | ---------------- | ------------------------------------- | --------------------------------------------------------------- | ---------------------- | ---------------- | ----------------------------------------------------------- |
| M9                                    |                  | самозарядний пістолет                 | M9A1, M9A3                                                      | 9×19 мм Парабелум      | Італія           | стандартна службова зброя                                   |
| P226                                  |                  | самозарядний пістолет                 | P226, P226R, P228 та P229 (M11 Mod 0)                           | 9×19 мм Парабелум      | Швейцарія        |                                                             |
| M1911                                 |                  | самозарядний пістолет                 | M1911A1, M1911A2                                                | .45 ACP                | США              | M1911 перебуває в обмеженому користуванні                   |
| Mk 23 Mod 0                           |                  | самозарядний пістолет                 |                                                                 | .45 ACP                | Німеччина        |                                                             |
| Пістолети-кулемети                    |                  |                                       |                                                                 |                        |                  |                                                             |
| MP5                                   |                  | пістолет-кулемет                      | MP5N, MP5K-N, MP5SD-N                                           | 9×19 мм Парабелум      | Німеччина        |                                                             |
| MP7                                   |                  | пістолет-кулемет                      | MP7A1                                                           | 4,6×30 мм              | Німеччина        |                                                             |
| Автоматична особиста зброя            |                  |                                       |                                                                 |                        |                  |                                                             |
| M16A2                                 |                  | автоматична гвинтівка                 |                                                                 | 5,56×45 мм НАТО        | США              | Практично вийшла з користування; замінюється на карабіни M4 |
| M4                                    |                  | автоматичний карабін                  |                                                                 | 5,56×45 мм НАТО        | США              | стандартна службова зброя                                   |
| HK416                                 |                  | автоматична гвинтівка                 |                                                                 | 5,56×45 мм НАТО        | Німеччина        |                                                             |
| HK 417                                |                  | бойова гвинтівка                      |                                                                 | 7,62×51 мм НАТО        | Німеччина        |                                                             |
| Mk 17 Mod 0                           |                  | бойова штурмова гвинтівка             |                                                                 | 7,62×51 мм НАТО        | Бельгія          |                                                             |
| M14                                   |                  | гвинтівка                             |                                                                 | 7,62×51 мм НАТО        | США              | M14 перебуває в обмеженому користуванні                     |
| Рушниці                               |                  |                                       |                                                                 |                        |                  |                                                             |
| 500 MILS                              |                  | рушниця                               | 500M MILS                                                       | 12-gauge               | США              |                                                             |
| M1014                                 |                  | рушниця                               |                                                                 | 12-gauge               | Італія           |                                                             |
| Снайперські та марксманські гвинтівки |                  |                                       |                                                                 |                        |                  |                                                             |
| Mk 11 Mod 0                           |                  | снайперська/марксманська гвинтівка    |                                                                 | 7,62×51 мм НАТО        | США              |                                                             |
| Mk 12 SPR                             |                  | снайперська/марксманська гвинтівка    |                                                                 | 5,56×45 мм НАТО        | США              |                                                             |
| Mk 13 Mod 5                           |                  | снайперська гвинтівка                 |                                                                 | .300 Winchester Magnum | США              |                                                             |
| M24                                   |                  | снайперська гвинтівка                 |                                                                 | 7,62×51 мм НАТО        | США              |                                                             |
| Mk 15                                 |                  | великокаліберна снайперська гвинтівка |                                                                 | 12,7×99 мм НАТО        | США              |                                                             |
| M107                                  |                  | великокаліберна снайперська гвинтівка | M107A1                                                          | 12,7×99 мм НАТО        | США              |                                                             |
| Кулемети                              |                  |                                       |                                                                 |                        |                  |                                                             |
| M240                                  |                  | єдиний кулемет                        | M240C, M240L, M240E5/M240H                                      | 7,62×51 мм НАТО        | США              |                                                             |
| M60                                   |                  | єдиний кулемет                        | M60C, M60D, M60E4,                                              | 7,62×51 мм НАТО        | США              | Планується заміна на кулемет M240                           |
| M249                                  | ceneter          | легкий кулемет                        | M249 Paratrooper                                                | 5,56×45 мм НАТО        | Бельгія          | модифікація бельгійського кулемета FN Minimi                |
| Mk48                                  |                  | єдиний кулемет                        |                                                                 | 7,62×51 мм НАТО        | Бельгія/ США     |                                                             |
| M2HB                                  |                  | великокаліберний кулемет              |                                                                 | .50 BMG                | США              |                                                             |
| Гранатомети                           |                  |                                       |                                                                 |                        |                  |                                                             |
| M203                                  |                  | Підствольний гранатомет               | M203A1, M203A2, M203PI, M203 DAX                                | 40-мм гранати          | США              |                                                             |
| HK GMG                                |                  | автоматичний гранатомет               |                                                                 | 40-мм гранати          | Німеччина        |                                                             |
| Mk 19                                 |                  | автоматичний гранатомет               | Mk 19 Mod 0, Mk 19 Mod 1, Mk 19 Mod 2, Mk 19 Mod 3, Mk 19 Mod 4 | 40-мм гранати          | США              |                                                             |
| MGL-MK1                               |                  | ручний гранатомет                     |                                                                 | 40-мм гранати          | ПАР              | 6-ти ствольний протипіхотний гранатомет револьверного типу  |
| Протитанкова зброя                    |                  |                                       |                                                                 |                        |                  |                                                             |
| FGM-148 Javelin                       |                  | ПТРК                                  |                                                                 | 127-мм                 | США              |                                                             |
| AT4                                   |                  | реактивна протитанкова граната        |                                                                 | 84-мм                  | Швеція           |                                                             |
| M3 MAAWS                              |                  | протитанкова безвідкатна гармата      | Carl Gustaf M3, Carl Gustaf M4                                  | 84×246-мм R            | Швеція           |                                                             |

## Автомобільна та спеціальна техніка
| Назва                           | Фото                            | Походження                      | Кількість                       | Модифікація                                                                                                | Прим.                                                                                             |                                 |
| Спеціальна автомобільна техніка | Спеціальна автомобільна техніка | Спеціальна автомобільна техніка | Спеціальна автомобільна техніка | Спеціальна автомобільна техніка                                                                            | Спеціальна автомобільна техніка                                                                   | Спеціальна автомобільна техніка |
| ------------------------------- | ------------------------------- | ------------------------------- | ------------------------------- | --- | ------------------------------------------------------------------------------------------------- | ------------------------------- |
| Humvee                          |                                 | США                             |                                 | |                                                                                                   |                                 |
| LSSV                            |                                 | США                             |                                 | |                                                                                                   |                                 |
| Desert Patrol Vehicle           |                                 | США                             |                                 | | Екстенсивно використовувалися американськими морськими котиками під час операції «Буря в пустелі» |                                 |
| M939                            |                                 | США                             |                                 | M925 Cargo truckM926 Cargo truckM928 Cargo truckM930 Dump truckM932 TractorM934 Expansible VanM936 Wrecker | Планується поступова заміна на найсучасніші Oshkosh FMTV                                          |                                 |

## Літаки
| Назва                                 | Фото                              | Призначення                                                         | Походження                        | Модифікація                       | Кількість                         | Прим.                                      |
| Пасажирські та транспортні літаки     | Пасажирські та транспортні літаки | Пасажирські та транспортні літаки                                   | Пасажирські та транспортні літаки | Пасажирські та транспортні літаки | Пасажирські та транспортні літаки | Пасажирські та транспортні літаки          |
| ------------------------------------- | --------------------------------- | ------------------------------------------------------------------- | --------------------------------- | --------------------------------- | --------------------------------- | ------------------------------------------ |
| C-2 Greyhound                         |                                   | палубний транспортний літак                                         | США                               | C-2A                              | 34                                |                                            |
| Gulfstream C-20                       |                                   | пасажирський бізнес-літак                                           | США                               | C-20AC-20DC-20G                   | 125                               | Для перевезення VIP персон                 |
| Gulfstream C-37                       |                                   | пасажирський літак                                                  | США                               | C-37AC-37B                        | 13                                |                                            |
| CT-39 Sabreliner                      |                                   | тренувальний/бізнес-літак                                           | США                               | CT-39G                            | 1                                 |                                            |
| C-40 Clipper                          |                                   | літак спостереження                                                 | США                               | C-40A                             | 11                                |                                            |
| C-130 Hercules                        |                                   | багатоцільовий літак                                                | США                               | C-130T                            | 19                                |                                            |
| Розвідувальні та спостереження літаки |                                   |                                                                     |                                   |                                   |                                   |                                            |
| E-2 Hawkeye                           |                                   | палубний літак дальнього радіолокаційного стеження                  | США                               | E-2CE-2D                          | 6713                              |                                            |
| E-6 Mercury                           |                                   | повітряний командний пункт                                          | США                               | E-6B                              | 16                                |                                            |
| EA-18G Growler                        |                                   | літак РЕБ                                                           | США                               | EA-18G                            | 135                               |                                            |
| EP-3 ARIES II                         |                                   | літак РЕР                                                           | США                               | EP-3E                             | 11                                |                                            |
| Винищувачі                            |                                   |                                                                     |                                   |                                   |                                   |                                            |
| F-5 Tiger II                          |                                   | легкий багатоцільовий винищувач-бомбардувальник                     | США                               | F-5FF-5N                          | 341                               | Використовується в ролі літаків противника |
| F/A-18 Hornet                         |                                   | палубний винищувач-штурмовик                                        | США                               | F/A-18AF/A-18BF/A-18CF/A-18D      | 9521371131                        | Планується замінити на F-35C               |
| F/A-18E/F Super Hornet                |                                   | палубний багатоцільовий винищувач                                   | США                               | F/A-18EF/A-18F                    | 563                               |                                            |
| F-35 Lightning II                     |                                   | палубний багатоцільовий винищувач-бомбардувальник п'ятого покоління | США                               | F-35C                             | 26                                | 260 планується                             |
| Патрульні літаки                      |                                   |                                                                     |                                   |                                   |                                   |                                            |
| P-3 Orion                             |                                   | палубний патрульний літак                                           | США                               | P-3C                              | 154                               | Замінюється на P-8                         |
| P-8 Poseidon                          |                                   | палубний патрульний літак                                           | США                               | P-8A                              | 61                                | 117 планується                             |
| Навчальні літаки                      |                                   |                                                                     |                                   |                                   |                                   |                                            |
| T-6 Texan II                          |                                   | навчально-тренувальний літак                                        | США                               | T-6AT-6B                          | 4912                              |                                            |
| T-34 Mentor                           |                                   | навчально-тренувальний літак                                        | США                               | T-34C                             | 229                               | Замінюється на T-6B                        |
| T-39 Sabreliner                       |                                   | навчально-тренувальний літак                                        | США                               | T-39GT-39N                        | 87                                |                                            |
| Beech T-44                            |                                   | навчально-тренувальний літак                                        | США                               | T-44A                             | 52                                |                                            |
| T-45 Goshawk                          |                                   | навчально-тренувальний літак                                        | США                               | T-45C                             | 218                               |                                            |

## Гелікоптери
| Назва             | Фото | Походження | Тип                                           | Модифікація  | Кількість | Прим.          |
| ----------------- | ---- | ---------- | --------------------------------------------- | ------------ | --------- | -------------- |
| HH-60 Rescue Hawk |      | США        | пошуково-рятувальний гелікоптер               | HH-60H       | 49        |                |
| MH-53 Sea Dragon  |      | США        | багатоцільовий вертоліт                       | MH-53E       | 36        |                |
| MH-60 Seahawk     |      | США        | протичовновий вертолітбагатоцільовий вертоліт | MH-60RMH-60S | 249275    | 291 планується |
| SH-60 Seahawk     |      | США        | протичовновий вертоліт                        | SH-60BSH-60F | 12960     |                |
| TH-57 Sea Ranger  |      | США        | навчальний вертоліт                           | TH-57BTH-57C | 4485      |                |

## Кораблі

### Авіаносці
| Фото                                                           | Клас                                                           | Назва кораблів | Кількість                                                      | Планується                                                     | Роки                                                           | Прим.                                                          |
| Авіаносці                                                      | Авіаносці                                                      | Авіаносці | Авіаносці                                                      | Авіаносці                                                      | Авіаносці                                                      | Авіаносці                                                      |
| Суперавіаносці багатоцільові з ядерною енергетичною установкою | Суперавіаносці багатоцільові з ядерною енергетичною установкою | Суперавіаносці багатоцільові з ядерною енергетичною установкою                                                                                              | Суперавіаносці багатоцільові з ядерною енергетичною установкою | Суперавіаносці багатоцільові з ядерною енергетичною установкою | Суперавіаносці багатоцільові з ядерною енергетичною установкою | Суперавіаносці багатоцільові з ядерною енергетичною установкою |
| -------------------------------------------------------------- | -------------------------------------------------------------- | --- | -------------------------------------------------------------- | -------------------------------------------------------------- | -------------------------------------------------------------- | -------------------------------------------------------------- |
|                                                                | Класу «Джеральд Р. Форд»                                       | «Джеральд Р. Форд» | 1                                                              | 10 планується, 1 - у строю; 2 - будуються                      | з 2017 — по т.ч.                                               |                                                                |
|                                                                | Класу «Німіц»                                                  | «Німіц» «Дуайт Ейзенхауер» «Карл Вінсон» «Теодор Рузвельт» «Авраам Лінкольн» «Джордж Вашингтон» «Джон Стенніс» «Гаррі Трумен» «Рональд Рейган» «Джордж Буш» | 10                                                             |                                                                | з 1975 — по т.ч.                                               |                                                                |

### Амфібійні сили
| Фото                          | Клас                          | Назва кораблів                                                          | Кількість                     | Планується                    | Роки                          | Прим.                         |
| Універсальні десантні кораблі | Універсальні десантні кораблі | Універсальні десантні кораблі                                           | Універсальні десантні кораблі | Універсальні десантні кораблі | Універсальні десантні кораблі | Універсальні десантні кораблі |
| ----------------------------- | ----------------------------- | ----------------------------------------------------------------------- | ----------------------------- | ----------------------------- | ----------------------------- | ----------------------------- |
|                               | Типу «Восп»                   | «Восп» «Ессекс» «Кирсердж» «Боксер» «Батаан» «Іво Джима» «Макін Айленд» | 7                             |                               | з 1989 — по т.ч.              | 1 виведений («Боном Річард»)  |
|                               | Типу «Америка»                | «Америка» «Триполі» «Бугенвіль» «Фаллуджа» «Гільменд Провінc»           | 2 (3 — на стадії будівництва) | 11 планується                 | з 2014 року                   |                               |

| Фото                       | Клас                       | Назва кораблів             | Кількість                  | Планується                 | Роки                       | Прим.                      |
| Амфібійні командні кораблі | Амфібійні командні кораблі | Амфібійні командні кораблі | Амфібійні командні кораблі | Амфібійні командні кораблі | Амфібійні командні кораблі | Амфібійні командні кораблі |
| -------------------------- | -------------------------- | -------------------------- | -------------------------- | -------------------------- | -------------------------- | -------------------------- |
|                            | Класу «Блу Рідж»           | «Блу Рідж» «Маунт Вітні»   | 2                          |                            | з 1969 — по т.ч.           |                            |

| Фото                                     | Клас                                     | Назва кораблів | Кількість                                | Планується                                  | Роки                                     | Прим.                                                           |
| Десантні вертольотоносні транспорти-доки | Десантні вертольотоносні транспорти-доки | Десантні вертольотоносні транспорти-доки | Десантні вертольотоносні транспорти-доки | Десантні вертольотоносні транспорти-доки    | Десантні вертольотоносні транспорти-доки | Десантні вертольотоносні транспорти-доки                        |
| ---------------------------------------- | ---------------------------------------- | --- | ---------------------------------------- | ------------------------------------------- | ---------------------------------------- | --------------------------------------------------------------- |
|                                          | Типу «Сан-Антоніо»                       | «Сан-Антоніо» «Нью-Орлінз» «Меса-Верде» «Грін-Бей» «Нью-Йорк» «Сан-Дієго» «Анкоридж» «Арлінгтон» «Сомерсет» «Джон Мурта» «Портленд» «Форт-Лодердейл» «Річард Маккул-молодший» | 16                                       | 26 (13 — в строю, 3 — в стадії будівництва) | з 2006 — по т.ч.                         | «Гаррісбург», «Піттсбург» і «Філадельфія» у процесі будівництва |

| Фото                     | Клас                     | Назва кораблів                                                     | Кількість                | Планується               | Роки                     | Прим.                    |
| Десантні транспорти-доки | Десантні транспорти-доки | Десантні транспорти-доки                                           | Десантні транспорти-доки | Десантні транспорти-доки | Десантні транспорти-доки | Десантні транспорти-доки |
| ------------------------ | ------------------------ | ------------------------------------------------------------------ | ------------------------ | ------------------------ | ------------------------ | ------------------------ |
|                          | Типу «Гарперс Феррі»     | «Гарперс Феррі» «Картер Холл» «Оак Хілл» «Перл-Гарбор»             | 4                        |                          | з 1995 — по т.ч.         |                          |
|                          | Класу «Відбі Айленд»     | «Джермантаун» «Ґанстон-голл» «Комсток» «Тортуга» «Рашмор» «Ашленд» | 6                        |                          | з 1985 — по т.ч.         |                          |

### Підводні човни
| Фото                                          | Клас                                | Назва кораблів | Кількість                           | Планується                                                                                 | Роки                                | Прим.                                                |
| Багатоцільові підводні човни атомні           | Багатоцільові підводні човни атомні | Багатоцільові підводні човни атомні | Багатоцільові підводні човни атомні | Багатоцільові підводні човни атомні                                                        | Багатоцільові підводні човни атомні | Багатоцільові підводні човни атомні                  |
| --------------------------------------------- | ----------------------------------- | --- | ----------------------------------- | ------------------------------------------------------------------------------------------ | ----------------------------------- | ---------------------------------------------------- |
|                                               | Класу «Лос-Анджелес»                | «Чикаго» «Кі-Вест» «Гелена» «Ньюпорт-Ньюс» «Сан-Хуан» «Пасадена» «Олбані» «Топека» «Скрентон» «Александрія» «Ешвілл» «Джефферсон-Сіті» «Аннаполіс» «Спрінгфілд» «Коламбус» «Санта-Фе» «Бойсі» «Монтпілієр» «Шарлотт» «Гемптон» «Гартфорд» «Толедо» «Тусон» «Коламбія» «Грінвілл» «Шаєнн» | 24                                  | 62                                                                                         | з 1976 — по т.ч.                    | 36 — виведені зі складу флоту                        |
|                                               | Типу «Сівулф»                       | «Сівулф» «Коннектікут» «Джіммі Картер» | 3                                   |                                                                                            | з 1997 — по т.ч.                    |                                                      |
|                                               | Типу «Вірджинія»                    | «Вірджинія» «Техас» «Гаваї» «Норт Керолайна» «Нью-Гемпшир» «Нью-Мексико» «Міссурі» «Каліфорнія» «Міссіссіппі» «Міннесота» «Норт Дакота» «Джон Ворнер» «Іллінойс» «Вашингтон» «Колорадо» «Індіана» «Саут Дакота» «Делавер» «Вермонт» «Орегон» «Монтана» «Хайман Ріковер» «Нью-Джерсі»     | 23                                  | 66 (23 — в строю, 10 — на стадії будівництва, 27 — в проекті)                              | з 2004 — по т.ч.                    |                                                      |
| Підводні човни атомні з ракетами балістичними |                                     | |                                     |                                                                                            |                                     |                                                      |
|                                               | Типу «Огайо»                        | «Генрі Джексон» «Алабама» «Аляска» «Невада» «Теннесі» «Пенсільванія» «Вест Вірджинія» «Кентуккі» «Меріленд» «Небраска» «Род-Айленд» «Мен» «Вайомінг» «Луїзіана» | 14                                  | 24 (14 — в строю, 6 — скасоване; 4 — переобладнані на ПЧАРК з підводних човнів типу ПЧАРБ) | з 1981 — по т.ч.                    |                                                      |
| Підводні човни атомні з ракетами крилатими    |                                     | |                                     |                                                                                            |                                     |                                                      |
|                                               | Типу «Огайо»                        | «Огайо» «Мічиган» «Флорида» «Джорджія» | 4                                   |                                                                                            | з 2002 — по т.ч.                    | Переобладнані на ПЧАРК з підводних човнів типу ПЧАРБ |

### Фрегат
| Фото    | Клас    | Назва кораблів | Кількість | Планується | Роки             | Прим.                                    |
| Фрегати | Фрегати | Фрегати        | Фрегати   | Фрегати    | Фрегати          | Фрегати                                  |
| ------- | ------- | -------------- | --------- | ---------- | ---------------- | ---------------------------------------- |
|         |         | «Конститьюшн»  | 1         |            | з 1798 — по т.ч. | Останній з перших шести фрегатів ВМС США |

### Крейсери
| Фото             | Клас               | Назва кораблів                                                                                                 | Кількість        | Планується       | Роки             | Прим.                            |
| Ракетні крейсери | Ракетні крейсери   | Ракетні крейсери                                                                                               | Ракетні крейсери | Ракетні крейсери | Ракетні крейсери | Ракетні крейсери                 |
| ---------------- | ------------------ | --- | ---------------- | ---------------- | ---------------- | -------------------------------- |
|                  | Типу «Тікондерога» | «Філіппін Сі» «Принстон» «Норманді» «Чанселорсвілл» «Геттісберг» «Чосін» «Шайло» «Лейк Ері» «Кейп Сент-Джордж» | 9                |                  | з 1983 — по т.ч. | решта — виведені зі складу флоту |

### Ескадрені міноносці
| Фото                                                      | Клас                                                      | Назва кораблів | Кількість                                                 | Планується | Роки                                                      | Прим.                                                     |
| Ескадрені міноносці КРО (з керованим ракетним озброєнням) | Ескадрені міноносці КРО (з керованим ракетним озброєнням) | Ескадрені міноносці КРО (з керованим ракетним озброєнням) | Ескадрені міноносці КРО (з керованим ракетним озброєнням) | Ескадрені міноносці КРО (з керованим ракетним озброєнням) | Ескадрені міноносці КРО (з керованим ракетним озброєнням) | Ескадрені міноносці КРО (з керованим ракетним озброєнням) |
| --------------------------------------------------------- | --------------------------------------------------------- | --- | --------------------------------------------------------- | --- | --------------------------------------------------------- | --------------------------------------------------------- |
|                                                           | Типу «Арлі Берк»                                          | «Арлі Берк» «Бейнбрідж» «Баррі» «Бенфолд» «Балкілі» «Карні» «Чафі» «Ченг-Гун» «Коул» «Кертіс Вілбер» «Декатур» «Дьюї» «Дональд Кук» «Фаррагут» «Фіцджеральд» «Форрест Шерман» «Гонзалез» «Грейвлі» «Грідлі» «Голзі» «Гіггінс» «Гоппер» «Говард» «Джеймс Вільямс» «Джейсон Дангем» «Джон Пол Джонс» «Джон Маккейн» «Кідд» «Лабун» «Лассен» «Мехен» «Мейсон» «Маккемпбелл» «Макфол» «Майкл Мерфі» «Міліус» «Мітчер» «Момсен» «Мастін» «Ніц» «О'Кейн» «Оскар Остін» «Пол Гамільтон» «Пінкні» «Портер» «Прібл» «Ремедж» «Рузвельт» «Росс» «Рассел» «Семпсон» «Шоап» «Спрюенс» «Стеретт» «Стетгем» «Стокдейл» «Стаут» «Салліванс» «Тракстон» «Вейн Меєр» «Вільям Лоуренс» «Вінстон Черчилль» «Джон Фінн» «Ральф Джонсон» «Рафаель Перальта» «Томас Гаднер» «Пол Ігнатіус» «Деніел Іноуї» «Дельберт Блек» «Карл Левін» «Френк Пітерсен» «Джон Бейзілон» «Ліна Саткліф-Гіґбі» «Джек Лукас» | 74                                                        | 92 (74 — в строю, 10 — на стадії будівництва та випробувань «Гарві Барнем», «Луїс Вільсон», «Патрік Галлагер», «Тед Стівенс», «Джеремая Дентон», «Вільям Шаретт», «Джордж Нейл»; 7 — в проєкті) | з 1988 — по т.ч.                                          |                                                           |
|                                                           | Типу «Зумвольт»                                           | «Зумвольт», «Майкл Мансур», «Ліндон Джонсон» | 2                                                         | 3 (2 — в строю, 1 — на стадії випробувань «Ліндон Джонсон», 29 — скасовані) | з 2016 — по т.ч.                                          |                                                           |

### Літоральні бойові кораблі
| Фото                            | Клас                            | Назва кораблів | Кількість                       | Планується                                                                                         | Роки                            | Прим.                           |
| Бойові кораблі прибережної зони | Бойові кораблі прибережної зони | Бойові кораблі прибережної зони | Бойові кораблі прибережної зони | Бойові кораблі прибережної зони                                                                    | Бойові кораблі прибережної зони | Бойові кораблі прибережної зони |
| ------------------------------- | ------------------------------- | --- | ------------------------------- | -------------------------------------------------------------------------------------------------- | ------------------------------- | ------------------------------- |
|                                 | Типу «Фрідом»                   | «Форт-Верт» «Мілвокі» «Детройт» «Літл-Рок» «Сіу-Сіті» «Вічіта» «Біллінгс» «Індіанаполіс» «Сент-Луїс» «Міннеаполіс–Сент-Пол» «Куперстаун» «Марінетт» «Нантакет» «Белойт» «Клівленд»             | 10                              | 16 (10 — в строю, 5 — на стадії будівництва, 1 — списаний «Фрідом»)                                | з 2008 — по т.ч.                |                                 |
|                                 | Типу «Індепенденс»              | «Джексон» «Монтгомері» «Габріель Гіффордс» «Омаха» «Манчестер» «Талса» «Чарлстон» «Синсинаті» «Канзас-Сіті» «Окленд» «Мобайл» «Саванна» «Канберра» «Санта-Барбара» «Огаста» «Кінгсвілл» «Пірр» | 12                              | 19 (12 — в строю, 5 — на стадії будівництва і випробувань, 2 — списані («Індепенденс», «Коронадо») | з 2010 — по т.ч.                |                                 |

### Сторожові кораблі
| Фото              | Клас              | Назва кораблів | Кількість         | Планується                       | Роки              | Прим.             |
| Сторожові кораблі | Сторожові кораблі | Сторожові кораблі | Сторожові кораблі | Сторожові кораблі                | Сторожові кораблі | Сторожові кораблі |
| ----------------- | ----------------- | --- | ----------------- | -------------------------------- | ----------------- | ----------------- |
|                   | Типу «Циклон»     | USS Chinook (PC-9) USS Firebolt (PC-10) USS Hurricane (PC-3) USS Monsoon (PC-4) USS Shamal (PC-13) USS Sirocco (PC-6) USS Squall (PC-7) USS Tempest (PC-2) USS Thunderbolt (PC-12) USS Tornado (PC-14) USS Typhoon (PC-5) USS Whirlwind (PC-11) USS Zephyr (PC-8) | 14                | 16 (14 — в строю, 2 — скасовані) | з 1993 — по т.ч.  |                   |

### Тральщики
| Фото      | Клас            | Назва кораблів | Кількість | Планується (Кіл-сть типу) | Роки             | Прим.                                       |
| Тральщики | Тральщики       | Тральщики | Тральщики | Тральщики                 | Тральщики        | Тральщики                                   |
| --------- | --------------- | --- | --------- | ------------------------- | ---------------- | ------------------------------------------- |
|           | Типу «Евенджер» | USS Ardent (MCM-12) USS Champion (MCM-4) USS Chief (MCM-14) USS Devastator (MCM-6) USS Dextrous (MCM-13) USS Gladiator (MCM-11) USS Patriot (MCM-7) USS Pioneer (MCM-9) USS Scout (MCM-8) USS Sentry (MCM-3) USS Warrior (MCM-10) | 11        | 14 (11 — в строю)         | з 1983 — по т.ч. | 2 — виведені зі складу флоту, 1 — втрачений |

### Кораблі спеціального призначення
| Фото                                           | Клас                          | Назва кораблів                                    | Кількість                     | Планується                    | Роки                          | Прим. |
| Плавучі бази підводних човнів                  | Плавучі бази підводних човнів | Плавучі бази підводних човнів                     | Плавучі бази підводних човнів | Плавучі бази підводних човнів | Плавучі бази підводних човнів | Плавучі бази підводних човнів |
| ---------------------------------------------- | ----------------------------- | ------------------------------------------------- | ----------------------------- | ----------------------------- | ----------------------------- | --- |
|                                                | Типу «Еморі Ленд»             | USS Emory S. Land (AS-39) USS Frank Cable (AS-40) | 2                             |                               | з 1979 — по т.ч.              | 1 — розібраний |
| Розвідувальні кораблі вимірювального комплексу |                               |                                                   |                               |                               |                               | |
|                                                | Типу «Баннер»                 | USS «Пуебло» (AGER-2)                             | 3                             |                               | з 1945 — по т.ч.              | 23 січня 1968 року був захоплений північно-корейськими військами поблизу узбережжя Кореї під час ведення ним розвідувальної діяльності. Досі перебуває у захопленні владою Пхеньяна, як корабель-музейз 3-х кораблів цього типу 1 — у захопленні, 1 — втрачений та 1 — виведений зі складу ВМС |